# الیزابت بنکس
الیزابت مارسال بنکس (به انگلیسی: Elizabeth Maresal Mitchell) (زادهٔ ۱۰ فوریه ۱۹۷۴) بازیگر، تهیه‌کننده و کارگردان آمریکایی است.

## ابتدای زندگی
بنکس متولد ایالت ماساچوست در آمریکا است. او اولین فرزند از چهار فرزند مارک و آن میچل است. پدر او در کار خانه جنرال الکتریک کار می‌کرد و مادر او کارمند بانک بوده است. بنکس در سال ۱۹۹۶ با درجه عالی از دانشگاه پنسیلوانیا فارغ تحصیل شده است.

## هنرپیشگی
الیزابت بنکس اولین کار خود در زمینه هنرپیشگی را با بازی در فیلم Surrender Dorothy در نقش «الیزابت کیسی» آغاز کرد. او با شرکت در مجموعه فیلم‌های مردعنکبوتی در نقش «بتی برانت» به شهرت رسید. او در سال ۲۰۰۸ در فیلم زک و مری فیلم پورنو می‌سازند شرکت کرد. الیزابت بنکس همچنین در سال ۲۰۰۸ در فیلم دبلیو که به زندگینامه جرج بوش رئیس‌جمهور وقت آمریکا می‌پرداخت در نقش لورا بوش به ایفای نقش پرداخت.

## زندگی شخصی
در ۵ ژوئیه ۲۰۰۳، بنکس با مکس هندلمن که دوست پسر او در کالج بود ازدواج کرد. او یک یهودی است. بنکس طرفدار حزب دمکرات آمریکا است.

## بخشی از فیلم‌شناسی

### کارگردان و تهیه‌کننده
- آوازخوان حرفه‌ای (تهیه‌کننده و بازیگر) - ۲۰۱۲
- آوازخوان حرفه‌ای ۲ (کارگردان، تهیه‌کننده و بازیگر) - ۲۰۱۵
- منفورترین زن آمریکا (تهیه‌کننده) - ۲۰۱۷
- آوازخوان حرفه‌ای ۳ (تهیه‌کننده و بازیگر) - ۲۰۱۷
- فرشتگان چارلی (کارگردان، تهیه‌کننده و بازیگر) - ۲۰۱۹
- خرس کوکائینی (کارگردان و تهیه‌کننده) - ۲۰۲۳

### بازیگر
- دبلیو
- قطعاً، شاید
- بدل‌ها
- بازی‌های گرسنگی
- برادر ابله ما
- ارتفاعات
- وقتی حامله هستی باید منتظر چه چیزی باشی
- هر چیز پنهانی (فیلم)
- مردی روی لبه
- عطش مبارزه: اشتعال
- عطش مبارزه: زاغ مقلد - بخش ۱
- عطش مبارزه: زاغ مقلد - بخش ۲
- خزیدن
- مردمی شبیه ما
- باکره چهل ساله
- لگو
- فیلم ۴۳
- سه روز آینده
- شفت
- آوازخوان حرفه‌ای ۲
- مایک جادویی ایکس‌ایکس‌ال
- آوازخوان حرفه‌ای ۳
- پاور رنجرز
- ملاقات دیو
- گام شرمسارانه
- شکست‌ناپذیر
- باکستر
- قتل در ساعات خوش (۲۰۱۹)
- فیلم لگو ۲: بخش دوم
- تابستان داغ و مرطوب آمریکایی
- زندگی جنسی
- فرشتگان چارلی